# Leiomyza wheeleri
Leiomyza wheeleri är en tvåvingeart som beskrevs av Curtis W. Sabrosky 1957. Leiomyza wheeleri ingår i släktet Leiomyza och familjen smalvingeflugor.
Artens utbredningsområde är Utah. Inga underarter finns listade i Catalogue of Life.